# Пригода Сергій Григорович
Сергій Григорович Пригода (рос. Сергей Григорьевич Пригода; нар. 4 листопада 1957, Москва, РРФСР — пом. 9 жовтня 2017, Векше, Швеція) — радянський футболіст, захисник. Майстер спорту СРСР (1976).

## Життєпис
Вихованець московського клубу «Підшипник». У 1972 році потрапив до структури столичного «Торпедо». У 1975 році виступав за дублюючий склад «торпедівців». З 1976 року протягом 13 сезонів у чемпіонаті СРСР відіграв у складі московського «Торпедо». Чемпіон СРСР 1976 року (осінь), володар Кубку СРСР 1985/86.
У футболці національної збірної СРСР дебютував 28 липня 1977 року в товариському матчі проти НДР. Грав у кваліфікації чемпіонату Європи 1980 року, але на фінальний турнір не поїхав. У 1977-1979 років зіграв 19 матчів у складі збірної СРСР.
В кінці 1988 року поїхав до Швеції, де два сезони виступав у клубі «Естерс» (Векше). У 1991 році перейшов до «Вестервікса», з 1992 року почав працювати граючим тренером. У 1993 році завершив кар'єру футболіста. Першим клубом у тренерській кар'єрі став «М'єльбю», в якому пропрацював до 1998 року. У 2000 році очолив ІК Браге, який залишив 2002 року. Потім очолював нижчолігові клуби «Мугеда» та «Векше». З 2015 року й до кінця життя тренував скромний «Преспа Бірлік».
Помер 9 жовтня 2017 року у Векше на 60-му році життя.
Був одружений, дочка Анна.

## Досягнення

### Командні
- Чемпіонат СРСР
  -  Чемпіон (1): 1976 (осінь)
  -  Бронзовий призер (1): 1977

- Кубок СРСР
  -  Володар (1): 1985/86
  -  Фіналіст (3): 1982, 1988, 1989

- Кубок Надії
  -  Володар (1): 1987 (у складі збірної Москви)

### Особисті
- Найкрасивіший гол сезону (1985)
- У списку 33-ох найкращих футболістів сезону (5): №1 — 1977; №2 — 1987; №3 — 1976, 1986, 1987